# Luis Vacas
Luis Vacas Ruiz (Córdoba (Córdoba), 22 de junio del 1999) es un futbolista español que se desempeña como centrocampista. Actualmente juega en el del Atlético Sanluqueño. 

## Carrera
Llegó al Sevilla Fútbol Club "C" en 2018 procedente del Real Madrid Castilla que lo fichó cuando jugaba en el Séneca CF. Tras unos años en el tercer filial del Sevilla F.C. pasó a formar parte del Sevilla Atlético, pero una lesión y la falta de minutos en el equipo, 275 minutos en toda la primera vuelta de su segunda temporada, hizo que en el mercado invernal de la Temporada 2021-22 se marchará al Amora F.C. de la Terceira Liga Sur de Portugal
A inicios de la temporada 2022-23 ficha por el Atlético Sanluqueño por dos temporadas.